# 63rd Street Tunnel
De 63rd Street Tunnel is een gecombineerde metro- en spoortunnel van de Metropolitan Transportation Authority gebruikt voor de New York City Subway en de Long Island Rail Road. De tunnel ligt onder de East River en Roosevelt Island tussen East 63rd Street in Manhattan en Long Island City, Queens, enkele blokken ten noorden van de Queensboro Bridge.
63rd Street Tunnel is de jongste van de dertien weg- en spoortunnels onder de East River, en de jongste van alle spoortunnels onder de waterwegen van de New Yorkse regio.
De constructie van de tunnel met dubbele functie begon in 1969 en vier afgeronde vierhoekige constructies met 114,3 m lengte, 11,7 m breedte en 11,2 m hoogte werden over water getransporteerd van Port Deposit in Maryland naar de East River van New York, waar de constructies met telkens vier boorschachten (2x 2, elk voor een enkele spoor) in 1971 en 1972 werden afgezonken, twee in het westelijk kanaal en twee in het oostelijk kanaal, en in 1972 aan mekaar verbonden werden en als geheel verbonden onder Roosevelt Island. Maar de afwerking van de tunnel en de aanvoerlijnen werden stilgelegd toen New York in financieel woelig water was terechtgekomen in en rond 1975.

## Metrotunnel
Het bovenste plateau in de tunnelschacht werd pas in gebruik genomen op 29 oktober 1989 door de start van de uitbating van de metrolijn.
De tunnel is onderdeel van de 63rd Street Line. Vanuit Manhattan is het laatste metrostation op het hoofdeiland Lexington Avenue-63rd Street. Roosevelt Island wordt door het traject aangedaan met het gelijknamig metrostation. Na de oversteek van het oostelijk kanaal van de East River en daarmee de grens tussen Manhattan en Queens ligt het station 21st Street-Queensbridge, ten noorden van Queensboro Bridge, in de woonwijk die naar het metrostation ook Queensbridge genoemd werd. Het is metrolijn F die gebruik maakt van dit traject en de tunnel.
De metrolijn met een enkel metrostation in Queens bleef 12 jaar de spotnaam "subway to nowhere" dragen gegeven dat er geen enkele connectie vanuit 21st Street-Queensbridge mogelijk was.
Pas op 16 december 2001 werd de 460 meter lange verbinding gerealiseerd met de bestaande Queens Boulevard Line die verdere voortgang noordoostwaarts in Queens mogelijk maakte. De hiervoor benodigde 63rd Street Connector werd aangelegd tussen september 1994 en 2001, weliswaar ook direct met de onderliggende tunnels en infrastructuur voor de toekomstige onderliggende spoorverbinding. De connector sluit aan op de Queens Boulevard Line net ten zuiden van het metrostation 36th Street maar de F-lijn rijdt dit traject als een exprestrein, dus ook niet stoppend in de volgende stations Steinway Street, 46th Street, Northern Boulevard en 65th Street en wel pas in het station Roosevelt Avenue / 74th Street.

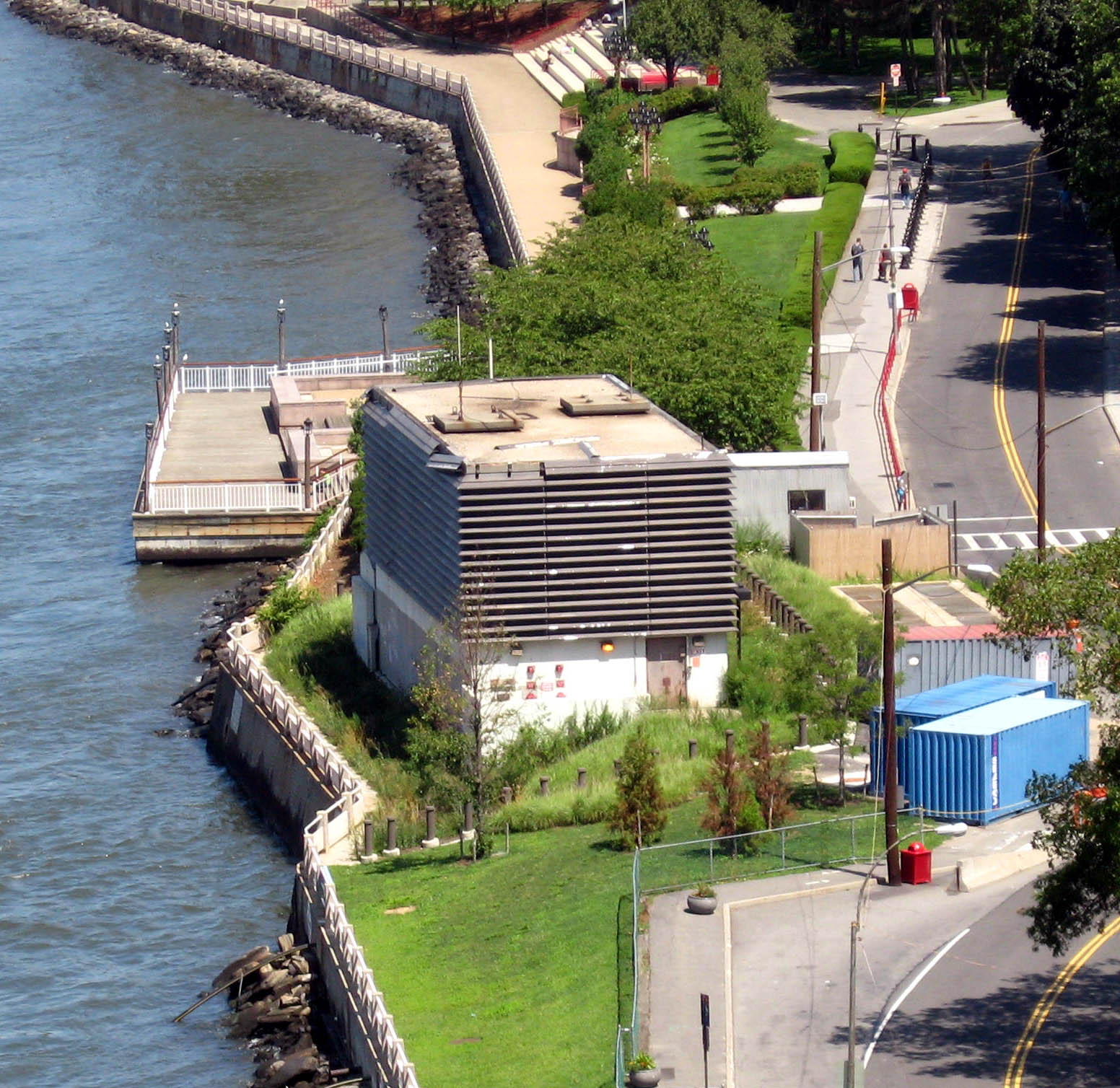
Ventilatietunnelgebouw van de 63rd Street Tunnel op Roosevelt Island

## Spoortunnel

Plan van de 63rd Street Tunnel in de context van de East Side Access en de creatie van een toegang voor de Long Island Rail Road naar Central Station

Het onderste niveau van de 63rd Street Tunnel wordt sinds 2023 gebruikt voor de creatie van de East Side Access, een traject dat een nieuwe aftakking of "Branch" van het spoornetwerk van de Long Island Rail Road verbindt met een dat jaar geopende terminal met acht perronsporen ondergronds onder Grand Central Terminal. Het zeer grote infrastructuurproject met een kostprijs die in 2019 al op 12 miljard dollar lag creëerde voor het voorstadsnetwerk vanuit Long Island na de verbinding met Penn Station via de East River Tunnels van Amtrak een tweede terminus op Manhattan, terug in Midtown Manhattan. De hoogte van de tunnelkokers van de 63rd Street Tunnel maakt de inzet van dubbeldekstreinen onmogelijk.
- Virtual International Authority File: 315529918